# 会津漆器
会津漆器（あいづしっき）は、福島県会津地方に伝わる伝統工芸品の一つ。会津塗（あいづぬり）とも呼ばれる。経済産業大臣指定伝統的工芸品、国の指定伝統的工芸品に指定されている。
歴史的には、津軽塗や輪島塗よりも早くから盛んとなった。螺鈿・漆絵・乾漆・蒔絵・花塗りなど多岐にわたる技法がある。木材は、トチ・紅葉・ケヤキ・赤ケヤキ・ホオ・サクラなどがある。以前にはブナが使われた。会津若松市内の門田地区の漆器団地には、漆器屋・漆屋・木地屋などがある。

## 歴史
16世紀後半に当時の領主である蒲生氏郷が近江国日野から日野椀の木地師と塗師を招き、会津漆器の基礎を作り上げた。1630年頃には、漆器の製造が盛んになり江戸への移出が始まり、1666年頃には、大規模な産業にまで発展していた。会津藩政時代には、保科正之が漆の木の保護育成に努め、その後も歴代藩主が技術革新に熱心に取り組み、中国（当時の清国）やオランダなどへも輸出された。明治維新で大きな打撃を受けたが、明治時代中期には日本有数の漆器産地として再興した。
昭和初期には、海外への輸出品として重要視された。戦後、プラスチック漆器の製造に成功し好況を迎えたが、生活の洋風化により売上げに陰りが見え始めた。
1975年（昭和50年）5月10日国指定伝統工芸指定。1997年3月31日福島県伝統的工芸品指定。
2024年（令和6年）2月17日の福島民報で福島県指定無形文化財に指定された。

## 会津漆器技術後継者訓練校
現在、売上高の減衰のほかに、後継者の育成など大きな問題を抱えている。その為、新製品の開発、新たな漆の開発のほかに、職業能力開発校の運営・後継者の育成事業などを行われていた。
会津漆器技術後継者訓練校は、1971年に、会津漆器協同組合連合会などが後継者養成所として開設された施設で、2003年には、県知事の認定を受け、認定職業訓練による職業能力開発校になっていたが、2010年に、新年度の入校生募集を中止した。今後しばらくは修了生の支援に力を入れる方針に転換している。

## 特徴的な技法・装飾
前述の通り幅広く漆の技法を行っているため、特に特徴的なものを記載する。
花塗
上塗りの後研磨を行わないで仕上げる。一般に研磨したものより塗膜は堅牢で傷つきにくい。無油系の漆を使用した場合真塗りとも。
変り塗(かわりぬり)
卵白等タンパク質を加えた漆(通常より粘度が高くなる)を塗り、箆や籾殻・煙草の葉等で凹凸をつけ塗り重ねた後に平らに研いで模様を出す。研ぎ出し塗りとも呼ばれ津軽塗や若狭塗が一般には広く知られている。籾殻で金色の虫喰い模様を出したものを金虫喰（きんむしくい）塗りと呼ぶ。
会津絵
松竹梅に破魔矢・糸車を配した伝統的な図案。同じ東北地方の秀衡塗と類似点が見られる。
錦絵
明治時代に発案された。雲形に牡丹・鳳凰・松竹梅・鶴亀を配した図案。
朱磨(しゅみがき)
黒塗りの器物に漆で図案を均一に描き朱の色粉を蒔き付け、完全に乾く直前に磨き上げて色彩を出す技法。器物の大部分が朱色になるほど大胆な図案が多い。またその殆どが菊桐模様となっている。
鉄錆塗(鉄錆蒔絵)
下地用の錆と異なり、砥の粉と生漆を混ぜた後に水でゆる＜した錆を、染色用の絞り筒に入れて絞り出して模様を筒描きする。梅と鶯模様が代表的な模様である。明治・大正にかけて盛んに製造された。

## 新たなる技術
新技術の一例を以下に示す
- 再生ペット樹脂を使用した電子レンジや食器洗い機で使用できる漆器
- 環境を選ばずに乾燥するうえに乾燥時間がたいへん短い漆
- 手びねりで造型できる漆粘土

## 規模
- 企業数　336社
- 従業員数　1767人